# Racine carrée fonctionnelle

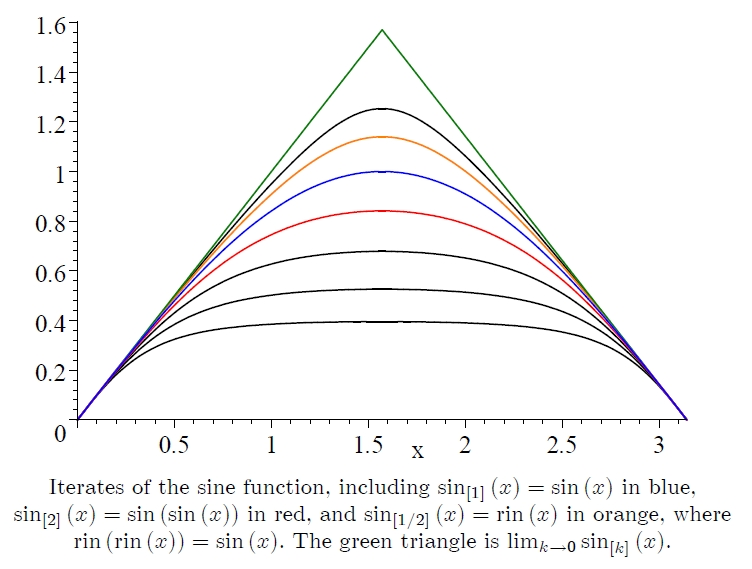
Itérations de la fonction sinus (bleu), dans la première demi-période. Demi-itération (orange), c'est-à-dire la racine carrée fonctionnelle du sinus ; la racine carrée fonctionnelle de celle-ci, le quart d'itération (noir) au-dessus ; et quatre itérations intégrales au-dessous, en commençant par la deuxième itération (rouge). Le triangle enveloppe vert représente l'itération limite nulle, la fonction en dents de scie servant de point de départ à la fonction sinus. Tiré du site Web de pédagogie générale.

En mathématiques, une racine carrée fonctionnelle est une racine carrée d'une fonction vis-à-vis de l'opération de composition de fonctions. Autrement dit, une racine carrée fonctionnelle d'une fonction  g est une fonction f satisfaisant f(f(x)) = g(x) pour tout x.

## Notation
Des notations possibles pour indiquer que f est une racine carrée fonctionnelle de g sont f = g[1/2] et f = g1/2.

## Historique
- La racine carrée fonctionnelle de la fonction exponentielle, maintenant appelée fonction demi-exponentielle, a été étudiée par Hellmuth Kneser en 1950[1].
- Les solutions de f(f(x)) = x sur {\displaystyle \mathbb {R} } (c'est-à-dire les involutions des nombres réels) ont d'abord été étudiées par Charles Babbage en 1815 et ce problème porte le nom d'équation fonctionnelle de Babbage[2]. Une solution particulière est f(x) = (b − x)/(1 + cx) pour bc ≠ −1[3]. Babbage remarqua que pour une solution f donnée, sa conjuguée topologique Ψ−1 ∘ f ∘ Ψ par une fonction inversible quelconque Ψ est encore une solution. En d'autres mots, le groupe de toutes les fonctions inversibles sur les réels agit sur le sous-groupe des solutions de l'équation fonctionnelle de Babbage par conjugaison.

## Solutions
Un procédé pour produire des racines n-ièmes fonctionnelles pour des n quelconques est basé sur l'utilisation de l'équation de Schröder,,.

## Exemples
- f(x) = 2x2 est une racine carrée fonctionnelle de g(x) = 8x4.
- Une racine carrée fonctionnelle du n-ème polynôme de Tchebychev, g(x) = Tn(x), est f(x) = cos(√n arccos(x)), qui en général n'est pas elle-même un polynôme.
- f(x) = x/(√2 + x(1 − √2)) est une racine carrée fonctionnelle de g(x) = x/(2 − x).